# الدوري الإنجليزي لكرة القدم 1903–04
الدوري الإنجليزي لكرة القدم 1903–04 (بالإنجليزية: 1903–04 Football League)‏ هو موسم من دوري كرة القدم الإنجليزي. فاز فيه شيفيلد وينزداي.